# Hönicka-Bräu
Die Hönicka-Bräu GmbH & Co. KG ist eine bayerische Brauerei in Wunsiedel im Fichtelgebirge, die seit 1778 besteht. Zum Sortiment gehören 12 Biersorten mit einem jährlichen Ausstoß von etwa 8500 Hektolitern. Die Brauerei beschäftigte 2019 neun Angestellte.

## Geschichte
Die Familie Hönicka ist bereits seit dem 15. Jahrhundert in Wunsiedel und Bernstein nachweisbar. In einem Haus in der Wunsiedler Innenstadt, in dem sich heutzutage das Restaurant Ratsstuben befindet, betrieb ab dem Jahr 1778 der Wirt Johann Georg Hönicka eine Gastwirtschaft mit angeschlossener Brauerei. Johann Wolfgang von Goethe unternahm 1785 bei seinem Aufenthalt in Wunsiedel mit Hönicka eine Wanderung auf den Katharinenberg; es gilt als sehr wahrscheinlich, dass Goethe das Hönicka-Bier probierte.
Im Jahr 1905 baute ein Nachfahre Johann Hönickas in der Hofer Straße eine neue Brauerei, in der noch heute gebraut wird. Ab 1907 leitete Heinrich Hönicka knapp 60 Jahre die Brauerei, bevor er sie an seinen Enkel Karlheinz Popp übergab. Nach dessen Ausscheiden 2006 wurde die Brauerei zunächst von Frank Menzel und gegenwärtig von Andreas Purucker geführt.
Noch aus der Zeit von Heinrich („Heiner“) Hönicka stammt die Rezeptur des „Wonnesud“, eines dunklen Bieres, das im Jahr 2019 den European Beer Star gewann.

## Biersortiment
Zum Sortiment der Hönicka-Bräu zählen aktuell folgende Biersorten:
- Helles: Helles, alc. 4,9 % Vol.
- Landbier: Helles, alc. 4,8 % Vol.
- Luisenburg Pils: Pils, alc. 4,9 % Vol.
- Wonnesud: Dunkles Bier, alc. 5,4 % Vol.
- Hönicka Weißbier: Hefeweizen, alc. 5,4 % Vol.
- Wunsiedler Weißbier Dunkel: Dunkles Hefeweizen, alc. 5,4 % Vol.
- Wunsiedler Weißbier Leicht: Leichtes Hefeweizen, alc. 3,2 % Vol.
- Heiner's Original: Spezialbier, alc. 5,2 % Vol.
- Zoigl: Zoigl, alc. 5,0 % Vol.
- NaturRadler: Biermischgetränk, alc. 2,5 % Vol.
- Fichtelstoff: Craft-Beer, alc. 5,0 % Vol.
- Hönickator Doppelbock: Starkbier, alc. 7,4 % Vol.
- Schwarzenberger Doppelbock: Starkbier, alc. 7,4 % Vol.